# Therese Sjögran
Therese Sjögran (Södra Sandby, 8 aprile 1977) è una dirigente sportivo ed ex calciatrice svedese, di ruolo centrocampista, direttore sportivo del Manchester City.
In carriera ha giocato quasi esclusivamente in patria, in Damallsvenskan, livello di vertice del campionato svedese di categoria, dal 1998, con la sola parentesi estera del Women's Professional Soccer con la statunitense Sky Blue nel 2011. Vestì per quattordici stagioni la maglia della principale squadra di calcio femminile della città di Malmö con la quale, nelle tre denominazioni societarie che si susseguirono, vinse cinque titoli nazionali, l'ultimo nel 2015 prima del suo ritiro, e due Supercoppe svedesi.
Convocata più volte nelle nazionali giovanili, del 1997 viene costantemente inserita in rosa nella nazionale svedese, con la quale rappresenta il suo paese in tre edizioni dei Giochi olimpici estivi, in tre campionati europei e quattro mondiali, collezionando complessivamente 214 presenze che, in base alla classifica redatta dalla Federazione calcistica della Svezia a fine 2016, la pongono al vertice assoluto nella nazione scandinava.
Per la sua attività sportiva venne premiata con il Diamantbollen, premio nazionale assegnato annualmente alla miglior calciatrice, in due occasioni, nel 2007 e 2010.

## Palmarès

### Club
- Campionato svedese: 5

LdB FC Malmö: 2010, 2011, 2013
Rosengård: 2014, 2015
- Supercoppa svedese: 3

LdB FC Malmö: 2011, 2012
Rosengård: 2015

### Individuali
- Diamantbollen: 2

2007, 2010